# Circus Charlie
Circus Charlie (サーカスチャーリー) est un jeu vidéo d'action développé et édité par Konami, sorti en 1984 sur borne d'arcade, Commodore 64, MSX, ColecoVision, NES et SG-1000.

## Accueil
- AllGame : 3/5 (arcade)[1]